# Алматинський легкий метрополітен
Алматинський легкий метрополітен — майбутня лінія легкорейкового транспорту в найбільшому місті Казахстану — Алмати.

## Підґрунтя
Трамвай у місті Алмати працював з 1937 по 2015 рр. Він був однією з чотирьох трамвайних систем Казахстану, що безперервно працювали з дня запуску. З кінця XX ст. система почала занепадати, і до 2010 року більшість маршрутів було закрито. Роботу тих маршрутів, що лишилися, було припинено на невизначений час від 31 жовтня 2015 року.

## Планування
Плани будівництва легкорейкової мережі, що доповнювала або заміняла би трамвайні маршрути, обговорювалися міською владою з 2009 року.
У грудні 2018 року муніципалітет Алмати отримав девʼять заявок на контракт терміном у 26 років на умовах публічно-приватного партнерства щодо розробки, будівництва та обслуговування лінії легкого метро на стандартній колії. Лінію протяжністю 22,7 км, на якій планують 37 зупинок, мають обслуговувати низькопідлогові вагони. 

## Маршрут
Маршрут протяжністю 22,7 км матиме 36 зупинок і депо в районі Алатау. Система звʼязуватиме головні проспекти Алмати і проходитиме вулицями Момишули і Толе бі, вулицею Панфілова до площі Астани, і вздовж вулиць Макатаєва та Жетисуської.

## Читайте також
- Алматинський метрополітен
- Трамваї в Алмати
- Нур-султанський легкий метрополітен